# Muzeum Męczeństwa Bł. Ks. Jerzego Popiełuszki
Muzeum Męczeństwa Bł. Ks. Jerzego Popiełuszki – multimedialne muzeum upamiętniające życie, działalność oraz męczeńską śmierć ks. Jerzego Popiełuszki. 

## Lokalizacja
Muzeum działa w podziemiach budowanego od kilku lat Sanktuarium Męczeństwa Bł. Ks. Jerzego Popiełuszki, tuż obok włocławskiej tamy, przy ul. Płockiej 167A we Włocławku. 

### Historia
9 listopada 1997 r. wszedł w życie dekret biskupa Bronisława Dembowskiego na mocy którego we Włocławku przy ul. Płockiej erygowana została parafia pw. Matki Bożej Fatimskiej. Stworzenie nowego obiektu sakralnego powierzono Zgromadzeniu Braci Pocieszycieli z Getsemani. W planach dotyczących budowy kościoła i ośrodka duszpasterskiego, uzgodniono z władzami diecezjalnymi, że Zgromadzenie postara się wybudować kościół parafialny z osobną kaplicą, w której w przyszłości będzie istnieć Sanktuarium poświęcone życiu i męczeńskiej śmierci błogosławionego. 
Muzeum powstało w ramach realizowanego na Pomorzu i Kujawach projektu pod nazwą „Szlak męczeństwa bł. ks. Jerzego Popiełuszki”,  z udziałem środków z Regionalnego Programu Operacyjnego Województwa Kujawsko-Pomorskiego. Uroczyste otwarcie muzeum odbyło się pięć lat po beatyfikacji kapłana - 07 czerwca 2015 r. Opiekę nad sanktuarium Męczeństwa bł. ks. Jerzego Popiełuszki,  sprawuje Zgromadzenie Braci Pocieszycieli z Getsemani, a kustoszem muzeum jest o. Damian M. Kosecki.

### Ekspozycje
Muzeum składa się z trzech sal.  Pierwsza sala prezentuje dzieciństwo i młodość ks. Jerzego Popiełuszki, korytarz - prowadzi w entuzjazm „Solidarności”, druga sala - ukazuje emocje związane ze strajkami, mszami za Ojczyznę, to okres prześladowań, szykanowanie i śledzenie duchownego. Ostatni etap to opowieść o porwaniu i męczeńskiej śmierć księdza Jerzego.
Dwie pierwsze sale to połączenie panoramicznego kina, telewizji, elementów animacji, dźwięku oraz gry światła. Na ekranie prezentowane są filmy, rekonstrukcje, fragmenty filmu fabularnego, inscenizacje z udziałem aktorów, materiały archiwalne z polskich kronik filmowych, trójwymiarowe fotografie po których oprowadza wirtualny przewodnik muzealny. 
Trzecie pomieszczenie to sala interaktywna z multimedialną mapą świata, na której możemy zobaczyć wszystkie miejsca związane z Błogosławionym. Można tutaj przeglądać zasoby muzeum na multimedialnych stanowiskach.
W muzeum znajdziemy więc informacje o życiu i działalności księdza, jak i opis kultu kapelana „Solidarności” już po męczeńskiej śmierci.